# Plévenon
Plévenon település Franciaországban, Côtes-d’Armor megyében. Lakosainak száma 757 fő (2022. január 1.). Plévenon Fréhel községgel határos.

## Népesség
A település népességének változása:
| Lakosok száma | 757  | 784  | 812  | 781  | 768  | 754  | 756  | 754  | 757  |
|               | 2013 | 2015 | 2016 | 2017 | 2018 | 2019 | 2020 | 2021 | 2022 |